# Нора Алити
Нора Алити (на албански: Nora Aliti, на македонска литературна норма: Нора Алити) е икономистка и политик от Северна Македония от албански произход.

## Биография
Родена е на 2 март 1984 година в град Тетово, тогава в Социалистическа федеративна република Югославия. Завършва магистратура в Училището за магистър по бизнес администрация в Триест.
В 2014 година е избрана за депутат от Демократичния съюз за интеграция в Събранието на Северна Македония.
На 21 май 2018 година е избрана от Събранието за председател на Комисиято по ценни книжа на Република Северна Македония.